# Best (przedsiębiorstwo)
BEST Spółka Akcyjna – polskie przedsiębiorstwo finansowe, podmiot dominujący Grupy BEST. Jedna z wiodących firm finansowych na polskim rynku, zajmująca się zarządzaniem dużymi portfelami wierzytelności nieregularnych. Działa od 1994 roku, a od 1997 roku jest notowana na warszawskiej giełdzie. Początkowo BEST S.A. zajmowało się sprzedażą ratalną i dystrybucją produktów kredytowych. W 2002 roku firma przeszła reorganizację, koncentrując się na działalności windykacyjnej. 

## Struktura Grupy BEST
Grupę Kapitałową BEST tworzy BEST S.A. jako podmiot dominujący oraz następujące jednostki zależne, współzależne i powiązane.
1. BEST Towarzystwo Funduszy Inwestycyjnych Spółka Akcyjna
2. Kancelaria Radcy Prawnego Rybszleger Spółka komandytowa
3. BEST Capital Italy S.r.l.
4. BEST Italia S.r.l.
5. BEST NFIZAN
6. Kredyt Inkaso Portfolio Investments
7. Kredyt Inkaso I NFIZAN
8. Kredyt Inkaso II NFIZAN
9. Kredyt Inkaso III NFIZAN
10. Kredyt Inkaso Investments Romania
11. Kredyt Inkaso Investments Bulgaria

## Historia
BEST S.A. jest jednym z największych podmiotów działających w branży windykacyjnej w Polsce.
Spółka jest podmiotem dominującym Grupy BEST, która aktywnie inwestuje w portfele wierzytelności nieregularnych. Została utworzona w 1994 r. pod nazwą BEST Przedsiębiorstwo Handlowe S.A. i zajmowała się sprzedażą ratalną oraz dystrybucją produktów kredytowych. W 2002 r. przeszła reorganizację operacyjną i finansową, zakończyła działalność w zakresie pośrednictwa kredytowego, a skoncentrowała się na działalności windykacyjnej i zarządzaniu portfelami wierzytelności.
W 2005 r. BEST S.A. powołała jeden z pierwszych funduszy sekurytyzacyjnych na rynku, BEST I NSFIZ, a w 2007 r. spółkę-córkę do zarządzania funduszami inwestycyjnymi – BEST TFI S.A.
W 2010 r. BEST S.A. otrzymała zezwolenie Komisji Nadzoru Finansowego na zarządzanie sekurytyzowanymi wierzytelnościami funduszy sekurytyzacyjnych (jako pierwszy podmiot na polskim rynku).
BEST S.A., jako członek i współzałożyciel Związku Przedsiębiorstw Finansowych oraz współtwórca i moderator Zasad Dobrych Praktyk, aktywnie wpływa na rozwój i kształtowanie rynku wierzytelności w Polsce. Zasady Dobrych Praktyk, to dokument, który stanowi zbiór zasad postępowania, przyjętych do stosowania przez przedsiębiorstwa działające na rynku finansowym będące Członkami Związku Przedsiębiorstw Finansowych w Polsce.
W 2025 roku BEST S.A. przejął spółkę Kredyt Inkaso. Połączenie nastąpiło poprzez przeniesienie całego majątku Kredyt Inkaso do BEST w zamian za nowo wyemitowane akcje BEST. Akcjonariusze Kredyt Inkaso otrzymali akcje BEST w stosunku 0,67537 akcji BEST za 1 akcję Kredyt Inkaso . Po połączeniu, skład Zarządu BEST S.A. obejmuje: Krzysztofa Borusowskiego – Prezes Zarządu, Marka Kucnera – Wiceprezes Zarządu, Agnieszkę Pakos - Członek Zarządu i Mariusza Gryglickiego – Członek Zarządu. Fuzja firm BEST i Kredyt Inkaso miała na celu stworzenie silnej polskiej grupy na rynku wierzytelności w Europie.

## Akcjonariat
Według danych na 2025 rok, największym akcjonariuszem spółki jest Prezes Krzysztof Borusowski, posiadający 64% akcji, następnie spółka WPEF VI Holding 5 BV (Waterland) posiadająca 18,80% akcji oraz Wiceprezes Marek Kucner posiadający 11,41% akcji. Pozostali akcjonariusze posiadają 5,79% akcji i 4,68% głosów.

## Nagrody i wyróżnienia
- Nagroda w konkursie Telemarketer Roku 2015 w kategorii Windykacja
- Nagroda w konkursie Telemarketer Roku 2016 w kategorii Windykacja
- Nagroda w konkursie Telemarketer Roku 2017 w kategorii Windykacja
- Podwójne wyróżnienie w konkursie Telemarketer Roku 2020 w kategorii Windykacja
- Wyróżnienie w konkursie Telemarketer Roku 2021 w kategorii Windykacja
- Podwójne wyróżnienie w konkursie Polish Contact Center Awards 2024 w kategorii Windykacja
- 2021 - Nagroda „Przedsiębiorczość i innowacja”. Uhonorowanie wkładu w lokalną gospodarkę i społeczność od Prezydenta Miasta Elbląg.
- 2023 - Nagroda Pomorska Gryf Gospodarczy w kategorii „Lider Rozwoju Kompetencji”.
- 2023 - BEST wyróżniony Białym Listkiem CSR w zestawieniu firm odpowiedzialnych społecznie.